# Kapala dicerodera
Kapala dicerodera är en stekelart som först beskrevs av Maximilian Spinola 1853.  Kapala dicerodera ingår i släktet Kapala och familjen Eucharitidae. Inga underarter finns listade i Catalogue of Life.